# Teteh Bangura
Ibrahim Teteh Bangura (Freetown, 27 dicembre 1989) è un ex calciatore sierraleonese, di ruolo attaccante.

## Carriera

### Club
Ha iniziato la carriera nella propria nazione d'origine, la Sierra Leone, dove nel 2006-07 è stato capocannoniere del locale campionato con la maglia del Kallon. È volato in Europa per svolgere provini con il Milan e con l'Häcken, entrambi con esito negativo.
Nel 2009 è approdato negli Stati Uniti, dove ha giocato nella lega USL First Division con i Cleveland City Stars e nella relativa lega di sviluppo con i Cascade Surge.
Dopo un breve ritorno al Kallon, nel luglio 2010 ha firmato un contratto con gli svedesi del Köping FF, militanti in quarta serie. Pochi mesi più tardi, nel gennaio 2011, è diventato ufficialmente un giocatore dell'AIK, dove ha fatto coppia d'attacco con l'omonimo connazionale Mohamed Bangura, con cui però non ha parentela. Con la maglia dell'AIK ha realizzato 15 reti in 17 presenze.
Durante l'estate 2011 i turchi del Bursaspor hanno acquistato il giocatore per 24 milioni di corone svedesi, poco meno di 3 milioni di euro. Al primo anno in Turchia ha realizzato 6 reti in 24 partite di campionato, debuttando al tempo stesso anche in Europa League. Bangura ha iniziato con il Bursaspor anche l'annata seguente, ma poi è stato ceduto in prestito al Şanlıurfaspor e al Beitar Gerusalemme.
Nel gennaio del 2014 è tornato, sempre in prestito, agli svedesi dell'AIK senza però giocare alcun match ufficiale, a causa delle condizioni fisiche non ottimali che hanno limitato le sue apparizioni a presenze con la squadra Under-21 o ad amichevoli: per questo motivo rimane svincolato ad agosto. Dopo il lungo periodo lontano dai campi, nell'agosto 2015 viene ingaggiato dal Mjällby, società militante in seconda serie svedese nel tentativo (rivelatosi inutile) di uscire dalla zona retrocessione. Un altro club di Superettan, il GAIS, lo ha firmato nel marzo 2016 fino all'estate, con un'opzione per estendere il contratto fino a dicembre. I neroverdi tuttavia lo hanno rilasciato nel mese di giugno.

### Nazionale
Tra il 2011 ed il 2014 ha totalizzato complessivamente 12 presenze e 4 reti con la nazionale della Sierra Leone.